# Kortrijk Xpo
El Kortrijk Xpo es uno de los mayores espacios bajo techo de usos múltiples y centros de convenciones en el Benelux, que cubre unos 55,000m³ (2009).  El complejo está situado en la ciudad de Kortrijk (Bélgica) y acoge algunas ferias de renombre internacional, como el Busworld. La ciudad de Kortrijk inició la construcción de las primeras salas de exposiciones en 1966 en Kortrijk-Sur (Kortrijk-Zuid), cerca de la salida de la autopista E3, la actual E17. La Sala Kortrijk se inauguró oficialmente en abril de 1967.